# Mésotherme
Un mésotherme (du grec μεσος / mesos « intermédiaire » et du latin thermē « chaleur ») est un type d'animal avec une stratégie de thermorégulation intermédiaire aux ectothermes à sang froid et aux endothermes à sang chaud.